# ألفريدو رودريغيز
ألفريدو رودريغيز هو موسيقي وعازف بيانو كوبي، ولد في 25 أكتوبر 1936، وتوفي في 3 أكتوبر 2005.

## وصلات خارجية
- ألفريدو رودريغيز على موقع ميوزك برينز (الإنجليزية)
- ألفريدو رودريغيز على موقع أول ميوزيك (الإنجليزية)
- ألفريدو رودريغيز على موقع ديسكوغز (الإنجليزية)
- ألفريدو رودريغيز على موقع ديسكوغز (الإنجليزية)